# Calau
Calau é o nome genérico atribuido a um grupo de aves da ordem Bucerotiformes, também conhecidos como bicos-de-corno ou bico-de-serra.  O grupo contém cerca de 50 espécies, classificadas em 9 géneros, que ocorrem na África a sul do Sahara, regiões tropicais da Ásia, Filipinas e Ilhas Salomão. A característica principal do grupo é a presença de um bico pronunciado, em forma de corno, geralmente muito colorido e por vezes ornamentado. Esta característica confere o nome ao grupo (buceros significa corno em Grego).

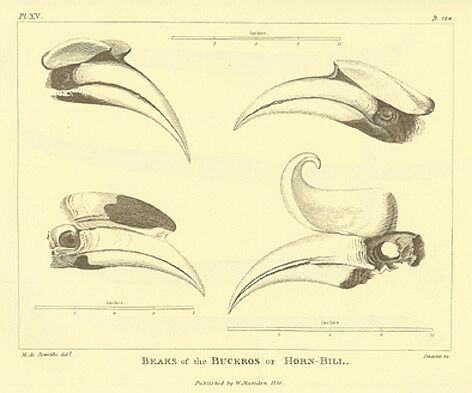
Vários exemplos de bicos observados no grupo

Os calaus são aves de médio a grande porte. O pescoço é moderadamente longo e as patas curtas e robustas, com dedos curtos e sindáctilos. A plumagem é monótona, em geral em tons de preto, branco, cinzento e/ou castanho. A zona da cara e garganta é desprovida de penas e colorida na maioria das espécies. Por contraste à plumagem, o bico pode ser muito colorido, muitas vezes encarnado, amarelo ou laranja. Os calaus são aves omnívoras que se alimentam de frutos mas também de insectos e outros pequenos invertebrados.
Os ninhos são feitos em cavidades ocas de árvores. A fêmea põe entre 1 a 6 ovos e durante o período de incubação (20-40 dias) e alimentação dos juvenis, a fêmea é selada dentro do ninho por uma parede construída de lama e polpa de frutos. O único contacto mundo exterior é feito através de uma pequena abertura, pela qual é alimentada pelo macho. Quando juvenis e fêmea se tornam grandes demais para o ninho, a fêmea quebra a parede e sai. A partir de então, os juvenis recebem os cuidados parentais de ambos os progenitores. A excepção a este comportamento são os calaus do género Bucorvus.
A maioria das espécies de calau asiáticas habita zonas de floresta densa. As espécies africanas preferem zonas de savana e de vegetação esparsa.

## Taxonomia
Tradicionalmente, as famílias de calaus eram integradas na ordem Coraciiformes; no entanto na taxonomia de Sibley-Ahlquist foram elevados a uma ordem própria, Bucerotiformes. Atualmente o Congresso Ornitológico Internacional agrupa tanto as poupas e os calaus nos Bucerotiformes.

## Géneros e algumas espécies

### Família Bucerotidae
- Aceros
  - Aceros nipalensis, Calau-de-pescoço-ruivo
- Anorrhinus
  - Calau-castanho-ocidental, Anorrhinus tickelli
  - Calau-castanho-oriental, Anorrhinus austeni
  - Calau-de-crista, Anorrhinus galeritus
- Anthracoceros
  - Calau-de-palawan, Anthracoceros marchei Oustalet, 1885
  - Calau-oriental, Anthracoceros albirostris (Shaw, 1808)
  - Calau-coroado-indiano, Anthracoceros coronatus (Boddaert, 1783)
  - Calau-das-sulu, Anthracoceros montani (Oustalet, 1880)
  - Calau-malaio, Anthracoceros malayanus (Raffles, 1822)
- Berenicornis
  - Calau-de-pescoço-branco, Berenicornis comatus
- Buceros
  - Buceros bicornis, calau-bicórnio, Linnaeus, 1758
  - Buceros rhinoceros, calau-rinoceronte, Linnaeus, 1758
  - Buceros hydrocorax, calau-rufo, Linnaeus, 1766
- Bycanistes
  - Calau-assobiador, (calau-galhofeiro) Cassin, 1850 Bycanistes fistulator
  - Calau-trombeteiro, Temminck, 1824 Bycanistes bucinator
  - Calau-de-faces-castanhas, Temminck, 1831 Bycanistes cylindricus
  - Calau-de-calças-brancas, Cabanis & Reichenow, 1877 Bycanistes albotibialis
  - Calau-de-faces-cinzentas, (calau-de-casquete-preto-e-branco) Sclater, PL, 1871 Bycanistes subcylindricus
  - Calau-de-faces-prateadas, Friedmann, 1929 Bycanistes brevis
- Ceratogymna
  - Calau-de-casquete-preto, Ceratogymna atrata
  - Calau-de-casquete-amarelo, Ceratogymna elata
- Horizocerus
  - Calau-anão-preto, Horizocerus hartlaubi
  - Calau-de-touca-branca, ou calau-de-poupa-branca Horizocerus albocristatus
- Lophoceros
  - Calau-de-bradfield, ou calau-do-mutiáti Lophoceros bradfieldi
  - Calau-coroado-africano, Lophoceros alboterminatus
  - Calau-preto, ou calau-pretibranco Lophoceros fasciatus
  - Calau-de-hemprich, ou calau-da-abissínia Lophoceros hemprichii
  - Calau-cinzento, Lophoceros nasutus
  - Calau-pigmeu, ou calau-anão-castanho Lophoceros camurus
  - Calau-de-bico-pálido, ou calau-de-bico-de-marfim Lophoceros pallidirostris
- Ocyceros
  - Calau-malabar, Ocyceros griseus
  - Calau-do-ceilão, Ocyceros gingalensis
  - Calau-indiano, Ocyceros birostris
- Penelopides
  - Calau-pequeno-das-filipinas, (ou calau-de-lução) Penelopides manillae (Boddaert, 1783)
  - Calau-pequeno-de-mindoro, (ou calau-de-mindoro) Penelopides mindorensis Steere, 1890
  - Calau-de-mindanau, Penelopides affinis Tweeddale, 1877
  - Calau-de-samar, Penelopides samarensis Steere, 1890
  - Calau-das-vissaias, Penelopides panini (Boddaert, 1783)
- Rhabdotorrhinus
  - Calau-de-panai, Rhabdotorrhinus waldeni (Sharpe, 1877)
  - Calau-coralino, Rhabdotorrhinus leucocephalus (Vieillot, 1816)
  - Calau-da-celebes, Rhabdotorrhinus exarhatus (Temminck, 1823)
  - Calau-enrugado, Rhabdotorrhinus corrugatus (Temminck, 1832)
- Rhinoplax (às vezes incluída em Buceros)
  - Calau-de-capacete, Rhynoplax vigil
- Rhyticeros
  - Rhyticeros plicatus , calau-papua (Forster, JR, 1781)
  - Rhyticeros narcondami, calau-de-narcondão Hume, 1873
  - Rhyticeros subruficollis, calau-de-garganta-branca (Blyth, 1843)
  - Rhyticeros undulatus, calau-circinado (Shaw, 1812)
  - Rhyticeros everetti, calau-de-sumba Rothschild, 1897
  - Rhyticeros cassidix, calau-carunculado  (Temminck, 1823)
- Tockus
  - Calau-de-ruaha, (calau-de-bico-vermelho-da-tanzânia) Kemp & Delport, 2002 Tockus ruahae
  - Calau-de-bico-vermelho-ocidental,(calau-de-bico-vermelho-da-guiné)  Tréca & Érard, 2000 Tockus kempi
  - Calau-da-damaralândia, (calau-de-bico-vermelho-da-damaralândia)  Shelley, 1888 Tockus damarensis
  - Calau-de-bico-vermelho-austral,  Sundevall, 1850  Tockus rufirostris
  - Calau-de-bico-vermelho-setentrional,  Temminck, 1823  Tockus erythrorhynchus
  - Calau-de-monteiro, (calau-do-namibe)  Hartlaub, 1865  Tockus monteiri
  - Calau-da-áfrica-oriental,  Cabanis, 1868  Tockus deckeni
  - Calau-de-turcana,  Ogilvie-Grant, 1891 Tockus jacksoni
  - Calau-de-bico-amarelo-meridional, Lichtenstein, 1842  Tockus leucomelas
  - Calau-de-bico-amarelo-oriental,  Rüppell, 1835  Tockus flavirostris

### Família Bucorvidae
- Bucorvus
  - Calau-abissínio, ou alma-de-biafada,  Bucorvus abyssinicus
  - Calau-gigante, Bucorvus leadbeateri

- Commons
- Wikispecies